# Promozione Puglia 1953-1954
La Promozione fu il massimo campionato regionale di calcio disputato in Puglia nella stagione 1953-1954.
A ciascun girone, che garantiva al suo vincitore la promozione in IV Serie a condizione di soddisfare le condizioni economiche richieste dai regolamenti, partecipavano sedici squadre, ed era prevista la retrocessione delle quattro peggio piazzate, anche se erano possibili aggiustamenti automatici per ripartire fra le appropriate sedi locali le squadre discendenti dalla IV Serie.

## Aggiornamenti
Il Gruppo Sportivo Incedit è stato riammesso per il fallimento della retrocessa U.S.Manduria; l'U.S. Bitonto e la Polisportiva Massafrese pure sono state riammesse, per motivi non ancora riscontrati.

## Squadre partecipanti
| Club                               | Città                      |
| ---------------------------------- | -------------------------- |
| A.S. Acquaviva                     | Acquaviva delle Fonti (BA) |
| A.S. Andria                        | Andria (BAT)               |
| S.S. Barletta                      | Barletta (BAT)             |
| A.S. Bisceglie                     | Bisceglie (BAT)            |
| U.S. Bitonto                       | Bitonto (BA)               |
| S.S. C.R.A.L. Salina - sez. Calcio | Margherita di Savoia (FG)  |
| A.S. Casarano                      | Casarano (LE)              |
| U.S. Corato                        | Corato (BA)                |
| A.S. Francavilla                   | Francavilla Fontana (BR)   |
| G.S. Incedit                       | Foggia                     |
| A.S. Manfredonia                   | Manfredonia (FG)           |
| A.C. Martina                       | Martina Franca (TA)        |
| A.S. Mesagne                       | Mesagne (BR)               |
| A.S. Palo                          | Palo del Colle (BA)        |
| Pol. Massafrese                    | Massafra (TA)              |
| S.S. Pro Gioia                     | Gioia del Colle (BA)       |

## Classifica finale
|  | Pos. | Squadra                | Pt | G  | V  | N  | P  | GF | GS  |
|  | ---- | ---------------------- | -- | -- | -- | -- | -- | -- | --- |
|  | 1.   | Andria                 | 54 | 30 | 25 | 4  | 1  | 73 | 18  |
|  | 2.   | Barletta               | 51 | 30 | 24 | 3  | 3  | 82 | 27  |
|  | 3.   | Manfredonia            | 46 | 30 | 20 | 6  | 4  | 66 | 14  |
|  | 4.   | Incedit                | 40 | 30 | 16 | 8  | 6  | 58 | 25  |
|  | 5.   | Palo                   | 37 | 30 | 14 | 9  | 7  | 53 | 45  |
|  | 6.   | Acquaviva              | 34 | 30 | 14 | 6  | 10 | 51 | 48  |
|  | 7.   | Pro Gioia              | 29 | 30 | 12 | 5  | 13 | 42 | 39  |
|  | 8.   | Mesagne                | 28 | 30 | 9  | 10 | 11 | 41 | 31  |
|  | 9.   | Martina                | 27 | 30 | 10 | 7  | 13 | 53 | 59  |
|  | 10.  | CRAL Margherita Savoia | 25 | 30 | 11 | 3  | 16 | 45 | 57  |
|  | 11.  | Pol. Massafrese        | 24 | 30 | 7  | 10 | 13 | 30 | 69  |
|  | 12.  | Casarano               | 23 | 30 | 9  | 5  | 17 | 44 | 53  |
|  | 13.  | Bisceglie              | 20 | 30 | 6  | 8  | 16 | 38 | 48  |
|  | 14.  | Francavilla            | 20 | 30 | 7  | 6  | 17 | 41 | 70  |
|  | 15.  | Corato (-1)            | 14 | 30 | 5  | 5  | 20 | 27 | 53  |
|  | 16.  | Bitonto (-3)           | 4  | 30 | 2  | 3  | 25 | 20 | 109 |

Legenda:
      Promosso in IV Serie 1954-1955.
      Retrocesso in Prima Divisione Puglia 1954-1955.
Note:
Due punti a vittoria, uno a pareggio, zero a sconfitta.
Corato e Bitonto penalizzati con la sottrazione rispettivamente di 1 e 3 punti in classifica.